# Толонов, Данияр Эрмекович
Данияр Эрмекович Толонов (род. 25 апреля 1972, Кара-Сууский район, Ошская область) — депутат Жогорку Кенеша Кыргызской Республики VI и VII созывов (с 2015 года). Вице-спикер Жогорку Кенеш VI созыва (2015—2020). Председатель Комитета по бюджету, экономической и фискальной политике Жогорку Кенеш VII созыва (с января 2022 года).

## Биография

### Детство
Родился 25 апреля 1972 года в Кара-Сууском района Ошской области Киргизской ССР. По национальности кыргыз.

### Образование
В 1996 году завершил обучение по специальности «автомобиль и автомобильное хозяйство» в Ошском Технологическом Университете.
В 2010 году завершил обучение в магистратуре Академии Управления при Президенте Кыргызской Республики по специальности «менеджмент».

### Трудовая деятельность
Начал работу в 1993 году в УВД Ошской области МВД Кыргызской Республики. В правоохранительных органах служил до 2002 года.
С 2005 по 2007 годы работал помощником депутата Жогорку Кенеша Кыргызской Республики.
С 2008 по 2010 годы трудился в должности председателя комитета по миграции и занятости Ошской области.
С 2010 по 2012 годы выполнял обязанности начальника Ошского областного управления Министерство труда, занятости и миграции. С 2012 по 2013 годы работал в должности начальника отдела управления миграционной политики координатор по югу Министерство труда, миграции и молодежи Кыргызской Республики.
С 2013 по 2015 годы трудился в должности начальника отдела по работе с иностранными работниками по Южному региону Управления миграционной политики Министерства труда, миграции и молодежи Кыргызской Республики.
В 2015 году избран депутатом Жогорку Кенеша Кыргызской Республики VI созыва по списку политической партии «Кыргызстан». Работал заместителем председателя Комитета по транспорту, коммуникациям, архитектуре и строительству, затем избран вице-спикером Жогорку Кенеша.
В ноябре 2021 года избран депутатом VII созыва Жогорку Кенеша Кыргызской Республики от Куршабского избирательного округа № 10. С января 2022 года является председателем Комитета по бюджету, экономической и фискальной политике.
Советник государственной службы 2 класса.

### Семья
Женат, отец четверых детей.

## Награды
- Орден «Содружество» (13 октября 2017 года, Межпарламентская ассамблея СНГ) — за активное участие в деятельности Межпарламентской Ассамблеи и её органов, вклад в укрепление дружбы между народами государств — участников Содружества Независимых Государств[7]
- Почётная грамота Совета МПА СНГ (24 ноября 2016 года, Межпарламентская ассамблея СНГ) — за активное участие в деятельности Межпарламентской Ассамблеи и её органов, вклад в укрепление дружбы между народами государств — участников Содружества Независимых Государств[8]
- Почётная грамота ПА ОДКБ (2023 год)[9]